# Nati nel 1611
| Questa pagina contiene informazioni ricavate automaticamente dalle voci biografiche con l'ausilio del template Bio e di un bot. L'aggiornamento è periodico e automatico e ricostruisce completamente la pagina. Se manca una persona in questa lista, sei pregato di non aggiungerla, ma accertati piuttosto che la sua voce biografica contenga il template Bio e che i dati anagrafici siano correttamente compilati. Se il template Bio manca, inseriscilo tu stesso o, in alternativa, metti l'avviso {{tmp\|Bio}} che ne segnala la mancanza. Se i dati riportati sono sbagliati, correggi direttamente la voce biografica; le modifiche saranno visibili in questa lista entro pochi giorni. Per chiarimenti vedi il progetto biografie. La lista contiene solo le 92 persone che sono citate nell'enciclopedia e per le quali è stato implementato correttamente il template Bio. Pagina aggiornata al 2 ago 2025. |

## Gennaio(5)
- 3 gennaio - James Harrington, filosofo e scrittore britannico († 1677)
- 6 gennaio - Chongzhen, imperatore cinese († 1644)
- 19 gennaio - Francesco Guarini, pittore italiano († 1651)
- 25 gennaio - Luigi Gonzaga, nobile italiano († 1636)
- 28 gennaio - Johannes Hevelius, astronomo polacco († 1687)

## Febbraio(3)
- 2 febbraio - Ulrico di Danimarca, principe danese († 1633)
- 3 febbraio - Christian Ulrik Gyldenløve, diplomatico danese († 1640)
- 19 febbraio - Andries de Graeff, politico olandese († 1678)

## Marzo(3)
- 1º marzo - John Pell, matematico e linguista inglese († 1685)
- 11 marzo - Giuseppe Maria Figatelli, matematico e religioso italiano († 1682)
- 25 marzo - Evliya Çelebi, scrittore ottomano († 1684)

## Aprile(6)
- 13 aprile - Marco Cremosano, storico italiano († 1704)
- 14 aprile - Ferdinando Tiburzio Gonzaga, vescovo cattolico italiano († 1672)
- 17 aprile - Simone Pignoni, pittore e scultore italiano († 1698)
- 21 aprile - Carlo Carafa della Spina, cardinale italiano († 1680)
- 21 aprile - Clemente Galano, missionario e presbitero italiano († 1666)
- 30 aprile - Pedro Porter Casanate, ammiraglio, navigatore e esploratore spagnolo († 1662)

## Maggio(3)
- 4 maggio - Carlo Rainaldi, architetto italiano († 1691)
- 19 maggio - Papa Innocenzo XI, papa, vescovo cattolico e cardinale italiano († 1689)
- 27 maggio - Diomede V Carafa, duca († 1660)

## Giugno(7)
- 3 giugno - Giovan Carlo de' Medici, cardinale italiano († 1663)
- 8 giugno - Francesco Nasini, pittore italiano († 1695)
- 13 giugno - Johan Palmstruch, mercante olandese († 1671)
- 15 giugno - Jan Fyt, pittore, disegnatore e incisore fiammingo († 1661)
- 17 giugno - Hoshina Masayuki, militare giapponese († 1673)
- 22 giugno - Pablo Bruna, compositore e organista spagnolo († 1679)
- 28 giugno - Robert Rich, III conte di Warwick, conte britannico († 1659)

## Luglio(5)
- 16 luglio - Cecilia Renata d'Asburgo, sovrana († 1644)
- 16 luglio - Ferdinando Stocchi, presbitero, letterato e falsario italiano († 1663)
- 20 luglio - Gabriel de Henao, teologo, storico e gesuita spagnolo († 1704)
- 20 luglio - Johann Christoph Storer, pittore e incisore tedesco († 1671)
- 21 luglio - Jan van Balen, pittore fiammingo († 1654)

## Agosto(3)
- 1º agosto - Hieronymus Francken III, pittore fiammingo
- 9 agosto - Enrico di Nassau-Siegen, nobile tedesco († 1652)
- 18 agosto - Maria Luisa di Gonzaga-Nevers († 1667)

## Settembre(9)
- 1º settembre - William Cartwright, drammaturgo inglese († 1643)
- 3 settembre - Toussaint Rose, politico francese († 1701)
- 4 settembre - Giorgio III di Brieg, nobile polacco († 1664)
- 5 settembre - Johann Friedrich Gronov, filologo classico tedesco († 1671)
- 11 settembre - Henri de La Tour d'Auvergne, visconte di Turenne, generale francese († 1675)
- 13 settembre - Isabella Gesualdo, nobile italiana († 1629)
- 17 settembre - Johannes Olearius, teologo tedesco († 1684)
- 18 settembre - Michele Beggiamo, arcivescovo cattolico italiano († 1689)
- 24 settembre - Opizzone d'Este, vescovo cattolico italiano († 1644)

## Ottobre(2)
- 3 ottobre - Giovanni Salvatore, compositore e organista italiano
- 15 ottobre - Andrea Mattioli, compositore e presbitero italiano († 1679)

## Novembre(3)
- 1º novembre - Pompeo Angelotti, storico e vescovo cattolico italiano († 1667)
- 1º novembre - François-Marie de Broglie, nobile e militare italiano († 1656)
- 26 novembre - Eleonora Baroni, musicista e cantante italiana († 1670)

## Dicembre(2)
- 1º dicembre - Nicola Avancini, gesuita e scrittore italiano († 1686)
- 10 dicembre - Veronica Cybo-Malaspina, nobildonna italiana († 1691)

## Senza giorno specificato(41)
- Pedro Antonio de Aragón, politico e militare spagnolo († 1690)
- Orazio Archinto, nobile italiano († 1683)
- Brandolino VI Brandolini, condottiero italiano († 1652)
- Giovanni Francesco Cassana, pittore italiano († 1690)
- Charles Alphonse Du Fresnoy, pittore e scrittore francese († 1668)
- Mary Dyer, inglese († 1660)
- Pier Francesco Filonardi, vescovo cattolico italiano († 1662)
- Francesco Antonio Gallo, vescovo cattolico e nobile italiano († 1685)
- Gaspare Guercio, scultore e architetto italiano
- Judith Gigault de Bellefonds, religiosa francese († 1691)
- Alessandro II Gonzaga, nobile italiano († 1644)
- Andreas Hammerschmidt, compositore e organista tedesco († 1675)
- Jan van den Hoecke, pittore e disegnatore fiammingo († 1651)
- Hon'inbō San'etsu, goista giapponese († 1658)
- Ikoma Ienaga, militare giapponese († 1659)
- Ikoma Takatoshi, militare giapponese († 1659)
- Henry Ireton, generale inglese († 1651)
- William Lamport, avventuriero irlandese († 1659)
- Lǐ Yú, scrittore, drammaturgo e editore cinese († 1680)
- Carlo Eusebio del Liechtenstein, principe austriaco († 1684)
- Maddalena di Nagasaki, religiosa giapponese († 1634)
- Isabella Martinengo, nobile italiana († 1708)
- Sebastiano Mazzoni, pittore, poeta e architetto italiano († 1678)
- Dionisio Mazzuoli, architetto e scultore italiano († 1669)
- Baptist Noel, III visconte Campden, politico inglese († 1682)
- Francesco Fieravino, pittore italiano († 1654)
- Willem Ormea, pittore olandese († 1673)
- Alessandro Maria Orsini, nobile e militare italiano († 1692)
- Antonio de Pereda, pittore spagnolo († 1678)
- Pierre Perrault, scrittore e idrologo francese († 1680)
- Francesco Quaini, pittore italiano († 1680)
- Safi, sovrano persiano († 1642)
- Francesco Sbarra, drammaturgo italiano († 1668)
- Diego Quispe Tito, pittore peruviano († 1681)
- Thomas Urquhart, scrittore scozzese († 1660)
- Hendrick van Vliet, pittore olandese († 1675)
- Volterrano, pittore italiano († 1690)
- Juan Vélez de Guevara, drammaturgo spagnolo († 1675)
- John Webb, architetto, scrittore e sinologo britannico († 1672)
- Zacharias Traber, gesuita austriaco († 1678)
- Balthasar de Monconys, esploratore, diplomatico e magistrato francese († 1665)